# جان فون نویمان
جان فون نویمان (مجاری: von Neumann János,انگلیسی: John von Neumann، با نام اصلی یانوش فون نویمان زادهٔ ۲۸ دسامبر ۱۹۰۳ در بوداپست – درگذشتهٔ ۸ فوریه ۱۹۵۷ در واشینگتن، دی. سی.) ریاضی‌دان و دانشمند آمریکایی مجار بود. وی سهم بزرگی در رشته‌های گوناگون، شامل ریاضیات (بنیان‌های ریاضیات، آنالیز ریاضی، نظریه ارگودیک، هندسه، نظریه گروه ها، نظریه ماتریس، نظریه نمایش، نظریه اندازه و  توپولوژی)، فیزیک (مکانیک کوانتومی، هیدرودینامیک، بالستیک، فیزیک هسته‌ای و مکانیک آماری کوانتومی)، اقتصاد (نظریه بازی‌ها)، علوم کامپیوتر (معماری فون نویمان، بهینه‌سازی خطی، ماشین‌های خودهمانندساز و محاسبات تصادفی) و آمار داشت. او پیشگام استفاده از نظریه عمل‌گرها در مکانیک کوانتوم و ارتقای آنالیز تابعی، و یکی از دست‌اندرکاران پروژه منهتن و مؤسسه مطالعات پیشرفته در دانشگاه پرینستون (یکی از اندک منصوب‌شدگان) بود که به ساخت اولین بمب اتمی انجامید. وی همچنین از نخستین کسانی است که در طراحی و ساخت نخستین کامپیوتر، به نام انیاک، سهمی بزرگ داشت. او هسته نظریه بازی و مفهوم اتوماتای سلولی را پی ریخت.
ساختار خودجایگزین‌گری آنالیز ریاضی فون نویمان، مقدمه‌ای بر کشف ساختار دی‌ان‌ای شد. او در مروری کوتاه بر زندگی کاری‌اش، در آکادمی ملی علوم گفت: «فکر می‌کنم اساسی‌ترین کارهای من، بر روی مکانیک کوانتوم در سال ۱۹۲۶ در گوتینگن، و پیرو آن در سال‌های ‎۱۹۲۷–۱۹۲۹ در برلین، همچنین بر روی شکل‌های گوناگون نظریه عمل‌گرها در برلین در ۱۹۳۰ و در پرینستون در ‎۱۹۳۵–‎۱۹۳۹ و روی نظریه ارگودیک در پرینستون در ‎ ۱۹۳۱–‎۱۹۳۲بود.»
فون نویمان با همکاری فیزیک‌دان نظری آمریکایی، ادوارد تلر و ریاضی‌دان لهستانی استنی‌سواف اولام، گام‌های کلیدی در فیزیک هسته‌ای شامل واکنش‌های هم‌جوشی هسته‌ای در گرما و بمب هیدروژنی برداشت.
او ۱۵۰ مقاله نوشت؛ ۶۰ مقاله در ریاضیات محض، ۲۰ مقاله در فیزیک، و ۶۰ مقاله در ریاضیات کاربردی. آخرین کار او، زمانی که در بیمارستان بستری بود، یک نسخه دست‌نویس ناتمام بود که چندی بعد در کتاب رایانه و مغز منتشر شد.

## از کودکی تا آغاز جوانی
یانوش لایوش فون نویمان در خانواده‌ای یهودی، ثروتمند، فرهنگی و ناپایبند به دین زاده شد. نام او به انگلیسی، جان لوئیس بود. ماکس نویمان، پدر او، بانک‌دار موفقی بود که دکترای حقوق داشت، با سه پسر، که یانوش بزرگترین آن‌ها بود. خانواده نویمان در آپارتمانی سه طبقهٔ با پدربزرگ مادری او، یاکاب کان، زندگی می‌کردند. چهار نفر از دختران کان در این آپارتمان زندگی می‌کردند؛ بنابراین، دیگر کودکان ساختمان، خاله‌زاده‌های یانوش بودند. این خانواده بزرگ برای فراگیری زبان فرزندانشان، معلم‌های سرخانهٔ آلمانی و فرانسوی داشتند. او از کودکی، هوش و حافظه شگفت‌انگیزی داشت؛ در شش سالگی، دو عدد ۸ رقمی را ذهنی برهم تقسیم می‌کرد و در هشت سالگی با حساب دیفرانسیل و انتگرال آشنا بود.
۱۹۱۱، فون نویمان به دبیرستان آلمانی‌زبان کلیسای لوتران، فاشوری در بوداپست وارد شد. در ۱۵ سالگی، مطالعه در حساب دیفرانسیل و انتگرال پیشرفته را زیر نظر گابور سگو، آنالیزدان مشهور آغاز کرد. در نخستین دیدار آن‌ها، او از استعداد ریاضی فون نویمان بسیار شگفت‌زده شد و هفته‌ای دو بار برای آموزش این نوجوان نابغه به خانه نویمان‌ها می‌رفت. فون نویمان در ۱۹ سالگی دو مقاله مهم در ریاضیات منتشر کرد که یکی از آن‌ها، تعریف مدرن‌تری از اعداد ترتیبی به‌دست می‌داد، و چندی بعد جایگزین تعریف گئورگ کانتور شد.
او در ۲۲ سالگی از دانشگاه پازمانی پتر بوداپست، دکترای ریاضیات گرفت، و هم‌زمان به درخواست پدرش در دنبال‌کردن صنعت و در پی آن، وقت‌گذاشتن در کار تجارت، در رشته مهندسی شیمی از انستیتو تکنولوژی فدرال زوریخ دیپلم گرفت.

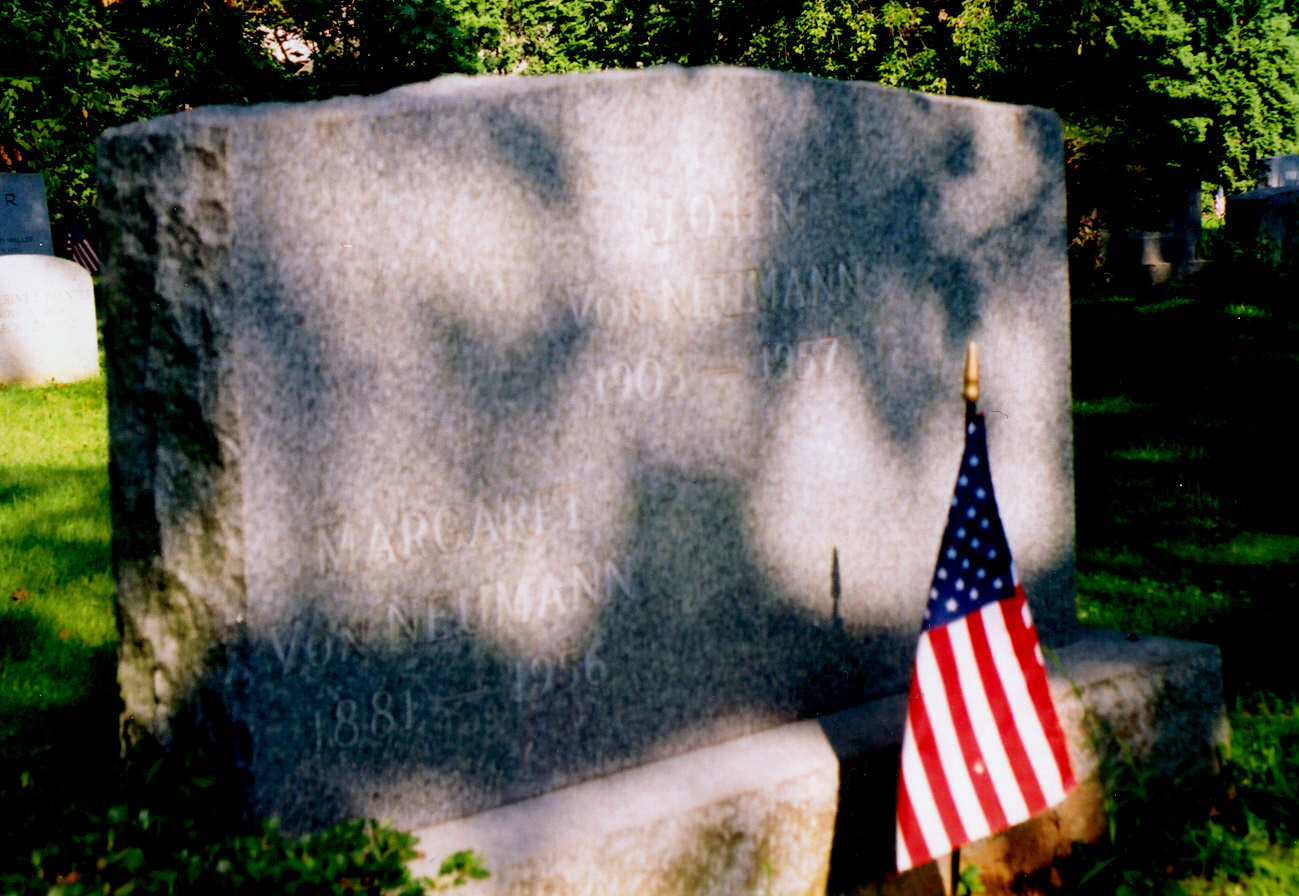
آرامگاه وی در پرینستون، نیوجرسی

تمبر یادبود جان فون نویمان - انتشار در سال ۲۰۰۵ - آمریکا